# كيمبرلي سانتوس
كيمبرلي سانتوس (بالإنجليزية: Kimberley Santos)‏ هي متسابقة ملكة الجمال وعارضة أمريكية، ولدت في 21 أغسطس 1961 في غوام في الولايات المتحدة.